# Henning Bager
Henning Bager (ur. 18 lutego 1981 w Esbjergu) – duński żużlowiec.

## Życiorys
W latach 2006–2008 Henning bronił barw łódzkiego Orła, gdzie w poszczególnych latach uzyskiwał średnie biegowe: 2,143 pkt., 2,063 pkt., 1,273 pkt. oraz meczowe 7,81 pkt., 7,25 pkt., 4,55 pkt.,
W 2009 r. przeniósł się do odradzającej się Speedway - Polonii Piła, w której po rundzie zasadniczej (8 meczów) uzyskał średnią biegową 1,868 pkt. i meczową 8,25 pkt.

## Przynależność klubowa
Polska
- Śląsk Świętochłowice (2002)
- Kolejarz Opole (2005)
- Orzeł Łódź (2006–2008)
- Polonia Piła (2009–)

Wielka Brytania
- The Lakeside Essex (2007)
- Coventry Bees (2008)
- Peterborough Panthers (2008–)
- Birmingham Brummies (2008)
- Berwick Bandits (2008)
- Belle Vue Aces (2009–)

Szwecja
- Valsarna Hagfors (2008)
- Griparna Nyköping (2009–)

Dania
- Grindsted Speedway (2008–)